# Euprosopia curtoides
Euprosopia curtoides är en tvåvingeart som beskrevs av Willi Hennig 1940. Euprosopia curtoides ingår i släktet Euprosopia och familjen bredmunsflugor.
Artens utbredningsområde är Taiwan. Inga underarter finns listade i Catalogue of Life.